# Hitler után a második legnagyobb művész
A Hitler után a második legnagyobb művész (Il più grande artista del mondo dopo Adolf Hitler) Massimiliano Parente 2014-ben kiadott regénye. A mű főhőse Max Fontana, akit a világ legnagyobb művészének tartanak megbotránkoztató művei és személyisége ellenére (vagy éppen azért).

## Történet
A cselekmény Max Fontana szemszögéből kerül elmondásra, aki az egyes események tárgyalása között ezeknek a motivációját és a művészetekkel kapcsolatos meglátásait (általában negatív kritikáit) tárgyalja. A történet során Fontana, akinek művészet előtti életét is megismerjük, akit a legnagyobb kortárs művésznek tartanak gyilkosságot követ el, ráadásul agytumorral is küzd, ezért az Egyesült Államokba menekül csimpánzával, Martinával.

## Szereplők
- Max Fontana: A mű főszereplője, akinek szemszögéből tárul fel a történet. Fontanát eleinte sem családja, sem a kritikusok  nem tartották tehetségesnek, ezért öngyilkosságot akar megkísérelni Párizsban, de ehelyett világhírnévre tesz szert azzal, hogy Gustave Courbet A világ eredete című festményére élvez a Musée d’Orsayban. Ezt követően számtalan megbotránkoztató művet alkot (pl. Heil Mary!, Homicide Box, Haza-vágás, stb.), főként a nácizmus elemeit felhasználva (létrehozva a náci pop-artot): jelképe és aláírása a horogkereszt. Műveinek fő mozgatórugója a ready-made, továbbá a megdöbbentés, a meglepetés és az újszerűség. Ezek miatt is tartja Hitlert a világ legnagyobb művészének (annak ellenére, hogy akvarelljeit középszerűnek bélyegzi). Kritizálja a klasszikus művészeket (Giotto, Michelangelo, Raffaello, Caravaggio), a modern művészek közül Yves Kleint. Művészetére a leginkább Marcel Duchamp, a ready-made atyja hatott, illetve Andy Warhol.
- Martina: Fontana hű társa, egy hatéves csimpánzlány, akit megmentett egy kísérleti teleptől. A művész tulajdonképpeni lelkitársa, a magához legközelebb engedett nő. Max-szal jelnyelven kommunikálnak.
- Selvaggia: fiktív olasz nő, aki az olaszországi celebnők görbetükre. Max korábban sokszor fantáziált róla. Közelebbi kapcsolatba kerül Fontanával, de kapcsolatuk megromlik (volt egy balul sikerült szexuális aktusuk), ezért a férfi bosszúpornót tölt fel weboldalára Haza-vágás címmel.
- Adele: egy Palesztinában tevékenykedő civil szervezetnél dolgozik. Ő Max életében a Selvaggia utáni nő, a civil, az akart szerelem. Később Max-szal összeveszik, majd annak átverése után meglátogatja őt Svájcban. A férfi menekülése előtt beváltja annak szexuális álmát.
- Angela: Max korábbi kapcsolata, aki szeretné a férfit behálózni és gyermekének nevelőapjává tenni.
- Leo Masi: Max "menedzsere".
- Anna Comes: Max művészeti tevékenységét koordináló titkárnő.
- Betty Beatrice: A jobboldali kritikusok karikatúrája.
- Angelo Schopf: A baloldali kritikusok karikatúrája.
- Tekkamaki: Japán műkereskedő.
- Schicklgruber: Max svájci jóbarátja, agykutató.
- Michelle Munos: Max kolumbiai titkárnője, akit meggyilkol. Holtteste köré alkotja meg a Homicide Box-ot.

## Magyarul
- Hitler után a második legnagyobb művész; ford. Kárpáti Zsuzsa; Libri, Bp., 2015

## A regényben szereplő művek
- Doktor House: Dr. Gregory House egyfajta példaképe Fontanának, főként a Vicodin-függősége és a cinizmusa miatt.
- Dexter
- Columbo
- A szupercsapat: A csapat által használt kultikus jármű másolatával szöktetteti meg Martinát.
- Esőember: Tom Cruise arcleírása kapcsán kerül elő.
- Thelma és Louise: Kedvenc filmjük Martinával, a Grand Canyonnál erre a filmre emlékeztet a könyv utolsó mozzanata.
- Casa Vianello

## Kritizált eszmék, nézetek
- kereszténység
- nácizmus (annak ellenére, hogy számos vizuális elemét átveszi művészetéhez)
- antiszemitizmus
- politikai baloldaliság és jobboldaliság
- műkritika
- nők
- televíziós sorozatok, filmek
- élet
- Friedrich Nietzsche (bár gyakran használja érveléskor)
- társadalom

## A műről szóló bemutatók, kritikák
- https://konyves.blog.hu/2015/06/01/az_excentrikus_muvesz_koncentracios_taborokat_csodal Archiválva 2019. május 7-i dátummal a Wayback Machine-ben
- https://librarius.hu/2015/04/09/ki-hitler-utan-a-masodik-legnagyobb-muvesz/
- https://www.kello.hu/magazine/kritika/2016/09/hitler-utan%5B%5D